# Alphubel
L'Alphubel (4.206 m) è una montagna delle Alpi Pennine appartenente al massiccio del Mischabel, posta nel Canton Vallese (Svizzera).

## Toponimo
In tedesco hubel significa collina; quindi il toponimo può essere tradotto con collina delle Alpi.

## Caratteristiche
La montagna, situata sullo spartiacque tra la Saastal e la Mattertal, si trova tra il Täschhorn (a nord) e l'Allalinhorn (a sud). Più nel dettaglio tra l'Alphubel e l'Allalinhorn si inserisce l'elevazione più modesta chiamata Feechopf. Il Mischabeljoch lo separa dal Täschhorn mentre a sud l'Alphubeljoch lo divide dal Feechopf.
Il versante occidentale verso la Mattertal si presenta roccioso e particolarmente impervio; la parete rocciosa raggiunge la lunghezza di 700 metri. Il versante orientale verso Saas-Fee si presenta a forma di trapezio, è nevoso e da questo versante scende il ghiacciaio di Fee.

## Salita alla vetta

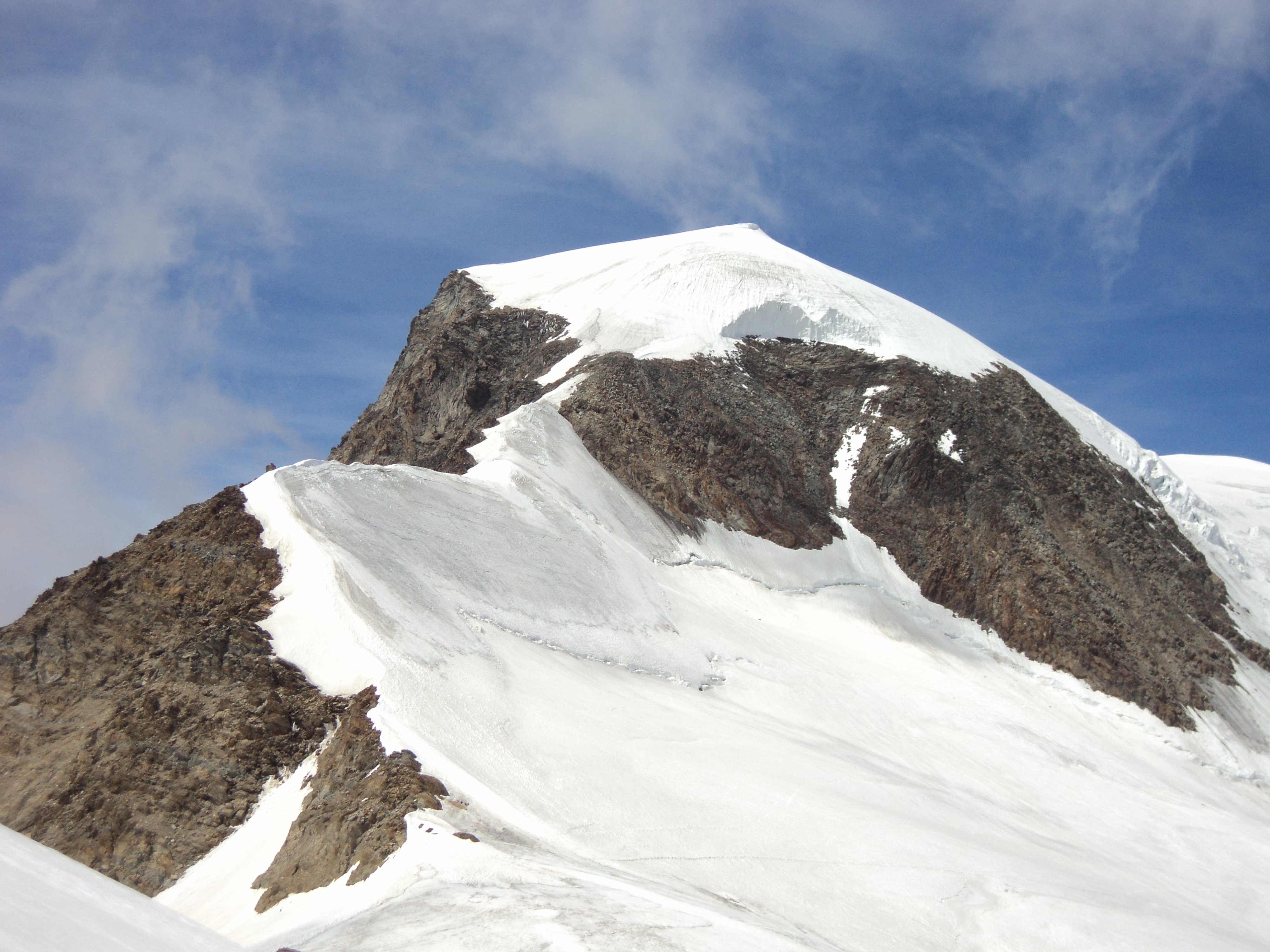
La cresta sud della montagna vista dall'Alphubeljoch.

La prima ascensione alla vetta è stata realizzata il 9 agosto 1860 da Leslie Stephen e T. W. Hinchliff accompagnati dalle guide Melchior Anderegg e Peter Perren. La conquista della difficile cresta ovest fu realizzata nel 1945 da Alfons Lerjen e Pius Mooser.
Oggi la via normale di salita alla vetta per il versante orientale passa dall'Hotel Längflue (2.867 m) accessibile dall'abitato di Saas-Fee (1.803 m). Dal rifugio si tratta di salire il ghiacciaio di Fee.
In alternativa si può partire dal Mittelallalin e salire al Fee-joch (3.810 m - valico che separa l'Allalinhorn dall'Alphubel) lungo quella che è la via normale all'Allalinhorn. Dal Fee-joch si percorre la cresta est del Feechopf (3.888 m). Raggiunto il Feechopf si prosegue verso nord e perdendo quota si incontra l'Alphubeljoch (3.772 m). Dal colle si può affrontare la cresta sud dell'Alphubel oppure contornando ad est la montagna affrontarne il versante est.
Dal versante della Mattertal si può salire sulla vetta partendo dalla Täschhütte (2.701 m). Dal rifugio si sale all'Alphubeljoch e poi si sale per la cresta sud oppure per il versante est.